# Kościół Matki Bożej Królowej Polskich Męczenników w Warszawie
Kościół Matki Bożej Królowej Polskich Męczenników – kościół rzymskokatolicki znajdujący się przy al. Stanów Zjednoczonych, w dzielnicy Praga-Południe w Warszawie.

## Historia
W 1985 mieszkańcy osiedla Kinowa podjęli starania u ówczesnych władz o uzyskanie zezwolenia na lokalizację i budowę kościoła na osiedlu. 14 stycznia 1987 otrzymali dekret Wydziału Architektury mówiący o „wskazaniu lokalizacyjnym”. 
10 czerwca 1987 rozpoczęła się budowa prowizorycznej kaplicy. 15 marca 1988, dekretem prymasa Polski, została erygowana parafia Matki Bożej Królowej Polskich Męczenników. Pierwszym proboszczem parafii został mianowany ks. Krzysztof Jackowski. 
4 maja 1994, po zatwierdzeniu przez Wydział Architektury ostatniej części planów budowy, rozpoczęła się budowa budynku sakralnego według projektu Jerzego Kumelowskiego. 31 grudnia 2000 nastąpiło otwarcie budynku dla czynności liturgicznych. W 2002 zmontowano ze starych elementów dawnych organów Filharmonii Narodowej 23-głosowe organy.
30 grudnia 2001 na prośbę proboszcza Krzysztofa Jackowskiego ordynariusz diecezji warszawsko–praskiej bp Kazimierz Romaniuk ogłosił kościół parafialny Sanktuarium Matki Bożej Królowej Polskich Męczenników.

## Duchowni
- Proboszcz – ks. prałat Krzysztof Jackowski
- Wikariusz – ks. Paweł Adler
- Wikariusz – ks. Mariusz Czyżewski
- Wikariusz – ks. Artur Więsik
- Rezydent – ks. Leszek Mencel